# Dolenja Lepa vas
Dolenja Lepa vas – wieś w Słowenii, w gminie Krško. W 2018 roku liczyła 14 mieszkańców.